# Chao de Leiras
Chao de Leiras (oficialmente y en asturiano: Chaudeleiras) es una casería de la parroquia de Ouria, concejo de Taramundi, en la comarca del Eo-Navia, Principado de Asturias, España.